# Foley Square

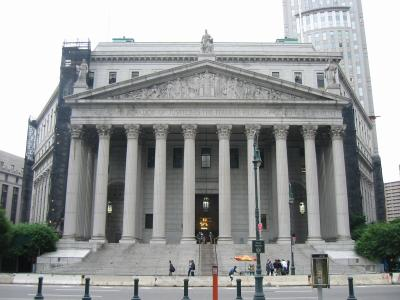
El Tribunal del Condado de Nueva York en el 60 de Centre Street.

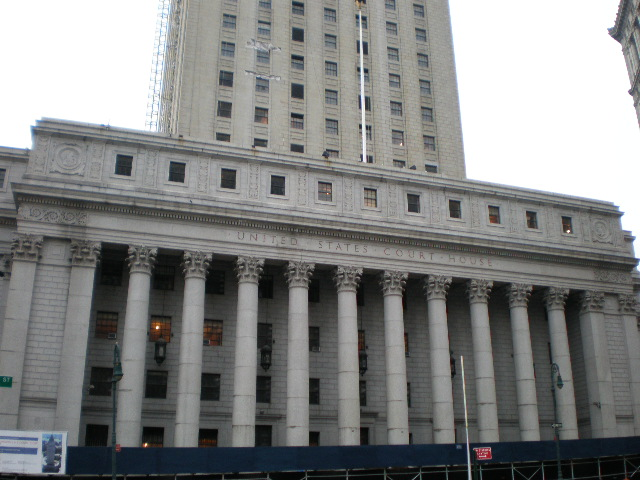
El Thurgood Marshall United States Courthouse en el 40 de Centre Street.

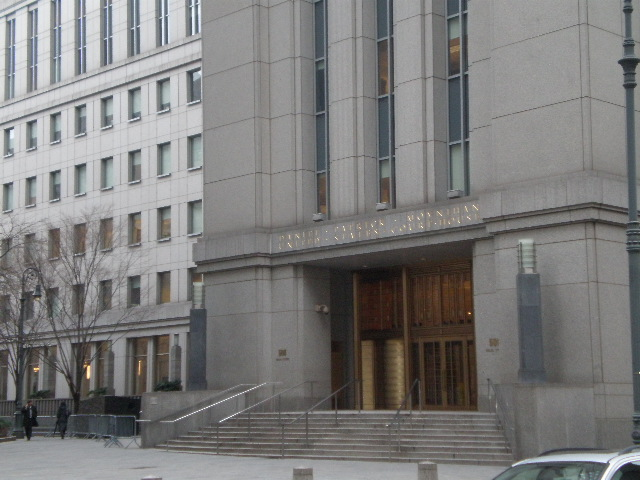
El Daniel Patrick Moynihan United States Courthouse en el 500 de Pearl Street.

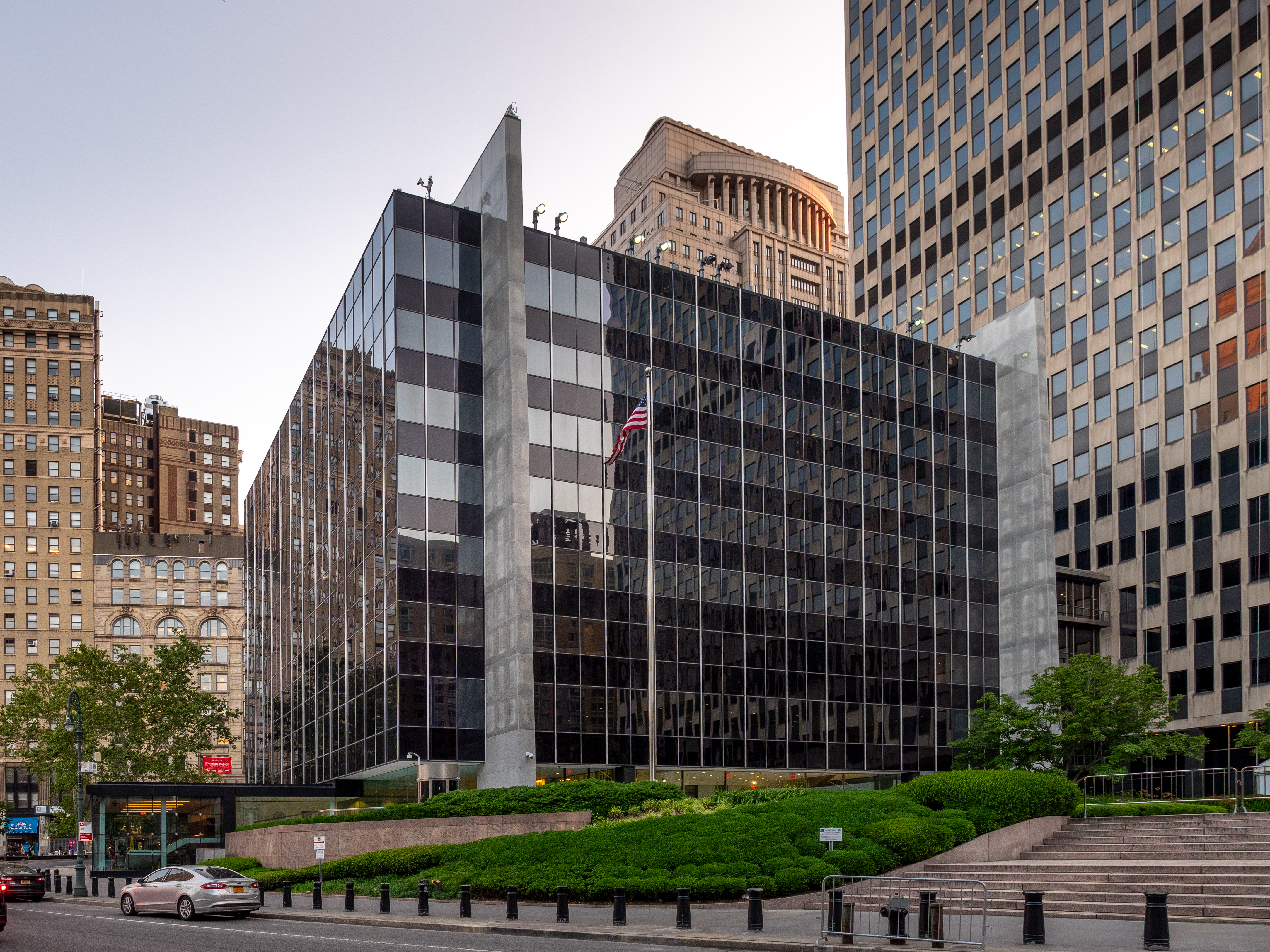
La sede del Tribunal de Comercio Internacional en Foley Square.

Foley Square es una plaza situada en el Civic Center de Lower Manhattan, Nueva York, que contiene un pequeño parque triangular llamado Thomas Paine Park. Está bordeada por Worth Street al norte, Centre Street al este y Lafayette Street al oeste, y se encuentra al sur de Chinatown y al este de Tribeca. Debe su nombre a un prominente líder de distrito de Tammany Hall y propietario de un bar de la zona, Thomas F. Foley (1852–1925).

## Ubicación
Foley Square se encuentra en parte de la antigua ubicación del Collect Pond, específicamente la parte más pequeña conocida como Little Collect Pond, que se encontraba al sur del Collect Pond propiamente dicho. Esta era una de las fuentes originales de agua fresca de la ciudad, pero en 1811 fue drenada y rellenada porque estaba gravemente contaminada y estaba implicada en brotes de tifus y cólera. En los alrededores del lago se encontraba el notorio barrio marginal Five Points, hogar de muchas bandas criminales.

## Descripción
En la plaza se encuentran varios edificios públicos, incluidas las fachadas y columnatas clásicas del Tribunal de Distrito del Distrito Sur de Nueva York, construido en 1933, frente al cual está la escultura Triunfo del espíritu humano del artista Lorenzo Pace; el Tribunal del Condado de Nueva York; la iglesia de san Andrés; el Thurgood Marshall United States Courthouse —conocido hasta 2003 como Foley Square Courthouse—, donde tiene su sede el Tribunal de Apelaciones del Segundo Circuito de los Estados Unidos; el Manhattan Municipal Building; el Ted Weiss Federal Building; el Jacob K. Javits Federal Building; y el Tribunal de Comercio Internacional.
También se encuentran en la plaza cinco medallones históricos de bronce, incrustados en las aceras, que relatan la historia del parque y sus alrededores, uno de los cuales está dedicado al Negro Burial Ground, un cementerio afroamericano del siglo xviii desenterrado durante la construcción de la plaza. Este cementerio ha sido conservado como el monumento nacional del Cementerio Africano.
Tilted Arc, una instalación de arte público de Richard Serra, estuvo expuesta en la plaza desde 1981 hasta que fue retirada en medio de controversia en 1989. En 2005, se creó el Thomas Paine Park en la plaza.
Foley Square se ha usado varias veces para propósitos especiales. Fue usada como centro de triaje tras los atentados del 11 de septiembre de 2001. El Foley Square Greenmarket funciona durante todo el año en el tramo de Centre Street entre Worth Street y Pearl Street, y ofrece productos horneados así como frutas y verduras cosechadas en granjas locales, de las cuales se garantiza que han sido cosechadas en los tres días anteriores a la venta. Debido a su proximidad a Chinatown, Foley Square alberga a menudo un gran grupo de personas realizando taichí por la mañana.

### Protestas
El 17 de noviembre de 2011, Foley Square fue el escenario de una protesta que formaba parte del movimiento Occupy Wall Street, que tuvo lugar después de que los manifestantes fueran expulsados del cercano Zuccotti Park. Miles de personas asistieron a la manifestación, incluidos miembros de una docena de asociaciones diferentes.
Foley Square también ha sido el escenario de muchas otras protestas y manifestaciones. En diciembre de 2014, varios miles de personas se reunieron en la plaza para protestar contra la decisión judicial de no procesar al oficial de policía que causó la muerte de Eric Garner. En noviembre de 2016, en las protestas contra el oleoducto Dakota Access en solidaridad con los protectores de agua de Standing Rock, decenas de miles se manifestaron, algunos de los cuales fueron arrestados. En enero de 2017, para protestar contra la investidura de Donald Trump, varios grupos de activistas convocaron una manifestación llamada NYC Stand Against Trump en Foley Square.

## En la cultura popular
Cine:
- En la película El padrino (1972), pero no en la novela original de 1969, el ejecutor de la familia Corleone, Al Neri, asesina a Emilio Barzini en los escalones de un edificio de Foley Square.
- Una escena de la película Spider-Man 3 (2007) fue grabada en Foley Square.

Televisión:
- Foley Square es el nombre de una serie de televisión protagonizada por Margaret Colin, que fue emitida por la CBS entre diciembre de 1985 y abril de 1986.
- Foley Square aparece a menudo en la serie de televisión Law & Order y sus secuelas.
- Foley Square aparece en los créditos de apertura y de cierre de la serie dramática de 1961 The Defenders.